# 下殿神経
下殿神経（かでんしんけい、inferior gluteal nerve）は、腰神経叢から起こり大臀筋に広がる神経である。仙骨神経叢の第5腰神経、第2仙骨神経から発し、下臀動脈、下臀静脈とともに大坐骨孔の梨状筋下孔から骨盤を出る。ここで臀部深層に入り、大腿伸筋に神経線維を広げながら大臀筋に止まる。

## 下殿神経の障害
歩行において、立脚側の大臀筋は股関節を伸展、外旋させる力を働かせて骨盤を水平に保っている。下殿神経の障害によってこの筋肉が弱ると踵接地直後に体幹と骨盤が後方に引いて重心線が股関節の後方を通るようになるため股関節の屈曲を防ぐ大臀筋歩行が生じる。これにより椅子から座ったり立ったり、階段の上り下り、飛んだり跳ねたりすることもできない。両側の麻痺では体幹は常に後方に傾いた歩行となる。